# Michael von Graffenried

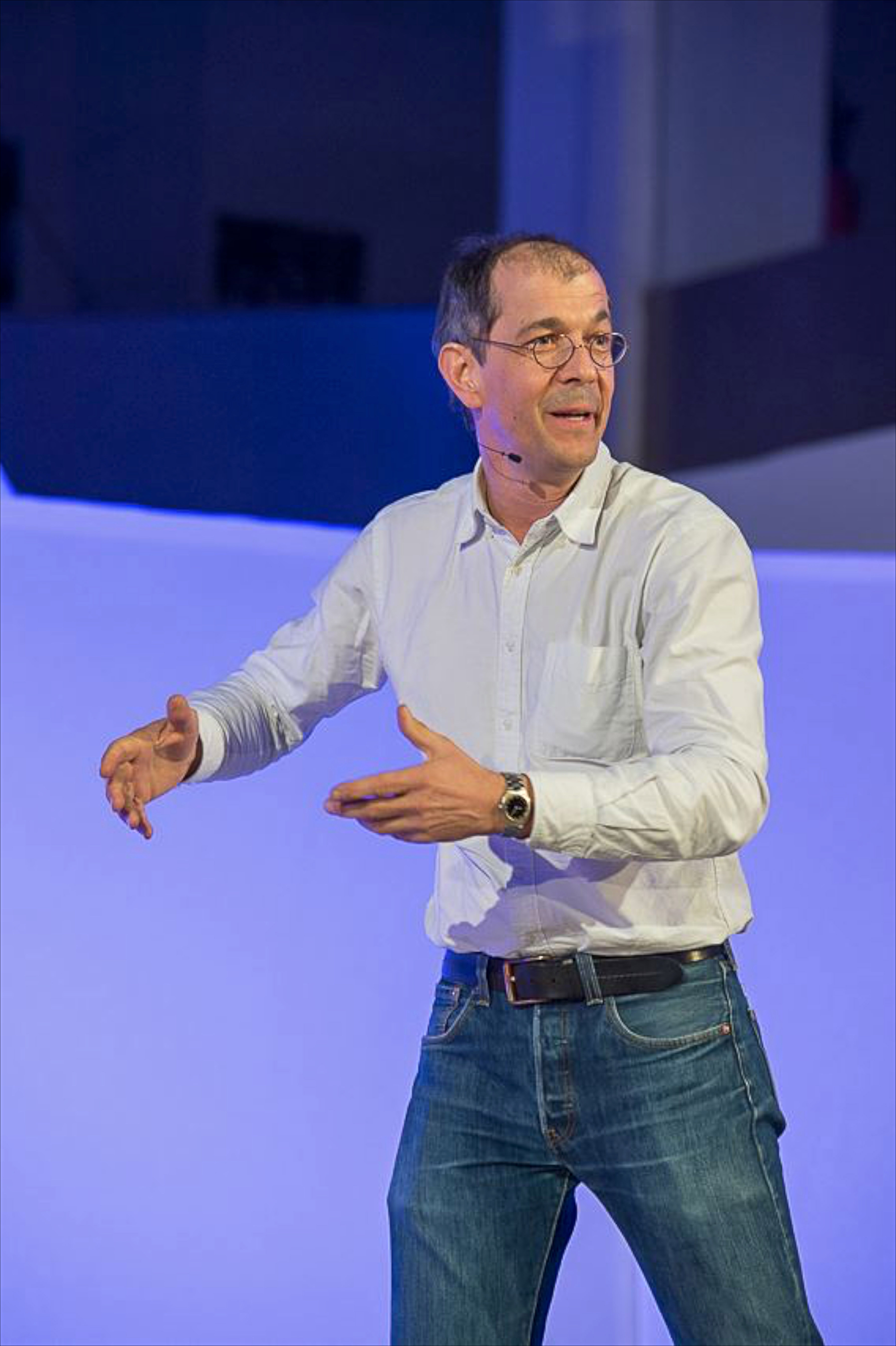
Michael von Graffenried am 24. Januar 2014 während des TED Talk im Museum für Gegenwartskunst in Algier

Michael von Graffenried (* 7. Mai 1957 in Bern) ist ein Schweizer Fotograf.

## Leben
Michael von Graffenried wuchs in Bern auf. Seine Eltern waren die Ethnologin Charlotte von Muralt und der Verleger Charles von Graffenried (1925–2012). Nach der Matura absolvierte er ein Praktikum bei einem Werbefotografen und begann als Fotojournalist zu arbeiten. Er machte sich bald mit Foto-Reportagen einen Namen. Zwischen 1982 und 1984 kuratierte er die von ihm gegründete Berner Photo-Galerie, wo er unter anderen Werke von Fotografen wie Jeanloup Sieff, René Burri, Robert Doisneau, Arthur Tress, Reinhart Wolf oder Diane Arbus ausstellte. Im November/Dezember 1984 präsentierte er die Sammlung Charles-Henri Favrod.
Graffenried lebt und arbeitet in Paris, Brooklyn und in der Schweiz. 2007 verbrachte er mehrere Monate in Kairo, ausgestattet mit einem Artists-in-residence-Stipendium der «Vereinigung Schweizer Städte». 2012 lebte er für ein halbes Jahr in Varanasi, Indien. Er ist verheiratet und hat zwei Töchter.

## Werk

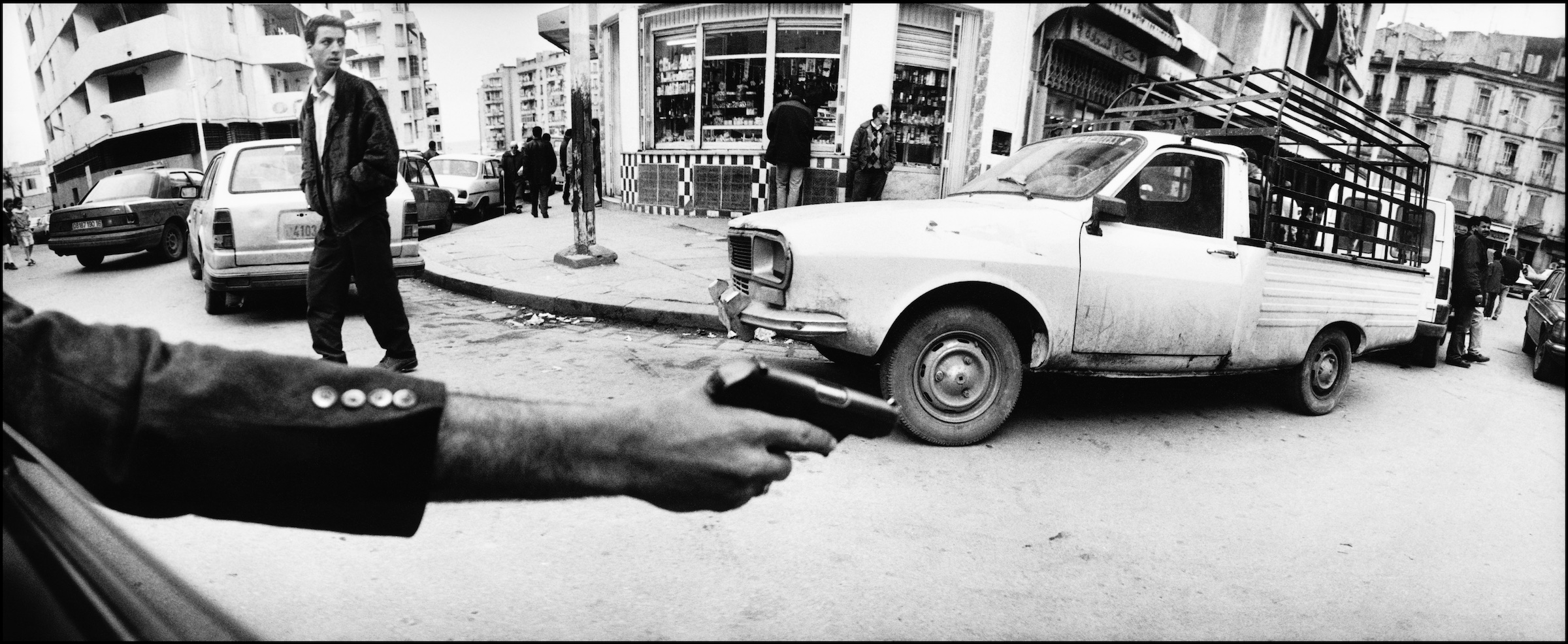
Terror in Algerien, Algier 1994

Graffenrieds bekannteste Arbeit befasst sich mit dem algerischen Bürgerkrieg in den Jahren 1991 bis 1999. Er erhielt für seine oftmals unter schwierigen Umständen entstandenen Werke zahlreiche Auszeichnungen und Ehrungen, unter anderem von Frankreich den Orden eines Chevalier des Arts et des Lettres.
Zur 700-Jahr-Feier der Schweiz zeigte er eine Ausstellung Swiss Image in Algerien, als dort gerade der Bürgerkrieg ausbrach. Von da an dokumentierte er während zwölf Jahren als einziger westlicher Fotograf das Alltagsleben in Algerien im und nach dem Bürgerkrieg. Sein Werkzeug war zuerst eine alte Widelux-Kamera, deren fotografische Ergebnisse stilbildend für sein Werk wurden. 2002 präsentierte er am Filmfestival von Locarno den mit Mohammed Soudani produzierten 90-minütigen Film War without Images – Algeria, I know that you know über den algerischen Bürgerkrieg. Es entstanden zwei weitere viel beachtete Werkserien: eine über den Bürgerkrieg im Sudan und eine ebenfalls mehrjährige Reportage über das älteste Nudistenzentrum der Schweiz.

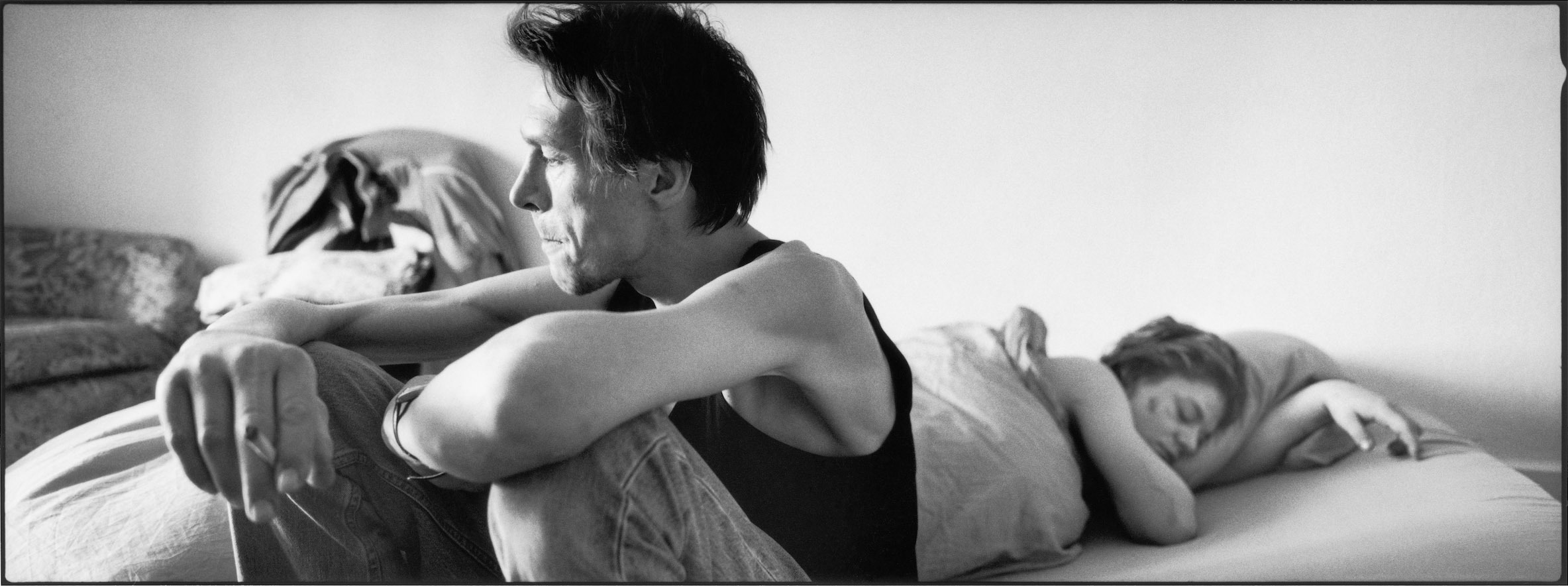
Cocainelove – Astrid und Peter, Bern 2004

Graffenried arbeitete anfänglich für Printmedien. Dabei bewahrte er sich eine möglichst grosse Unabhängigkeit, indem er stets auf eine enge vertragliche Zusammenarbeit mit Fotoagenturen oder Verlagen zugunsten seiner journalistischen und künstlerischen Freiheit verzichtete.
Mit zunehmender Erfahrung und Bekanntheit verlagerte sich sein Interesse hin zu einer konzeptionellen und künstlerischen Fotografie. Er zeigte seine Arbeiten in unkonventionellem Kontext, eine Reportage über ein drogenabhängiges Liebespaar beispielsweise auf Plakaten im öffentlichen Raum. Hans-Ulrich Obrist beschrieb seine Arbeitsweise mit einer Widelux-Kamera als «quasi organische Verschmelzung von Kamera und Fotograf».
Graffenried portraitierte die amerikanische Provinzstadt New Bern, die von einem seiner Vorfahren, Christoph von Graffenried, 1710 gegründet worden war, zu ihrem dreihundertjährigen Jubiläum in seiner schonungslosen Bildauffassung, allerdings nicht immer zur Freude der dort ansässigen Bevölkerung.
Ab 2014 arbeitete Graffenried für anderthalb Jahre als Bildredaktor für das westschweizerische Info- und Bildmagazin sept.info. Dank seinem internationalen Netzwerk nahmen zahlreiche bekannte Fotografen am Verlagsexperiment teil.

## Auszeichnungen
- 1989: World-Press-Photo-Preis
- 2006: Ritter der französischen Ehrenlegion
- 2010: Dr.-Erich-Salomon-Preis der Deutschen Gesellschaft für Photographie

## Bildbände

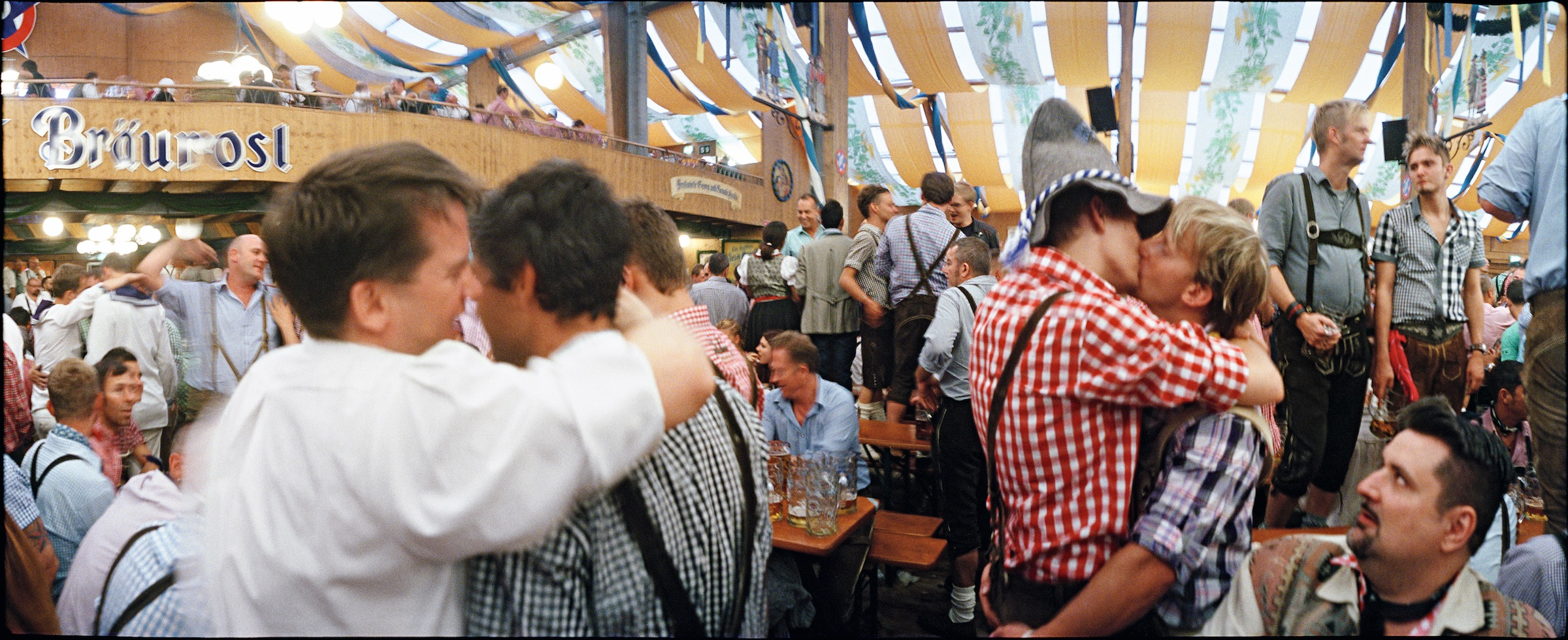
Bierfest, Schwulensonntag, München 2011

- Unter Berns Lauben. Text von Sergius Golowin. VDB, Bern 1980.
- Gurten Folkfestival. Benteli, Bern 1981.
- Berner Beizen-Porträts. VDB, Bern 1982.
- Kramgasse Bern. VDB, Bern 1983.
- Bundeshaus-Fotografien. Grafino, Bern 1985.
- Markt im Bernerland. Text von Ueli Schmezer. ED, Langnau 1988.
- «Mich trifft keine Schuld». Dokumentation zum Sturz von Elisabeth Kopp. Ringier, Zürich 1989.
- Swiss Image. Benteli, Bern 1989.
- Swiss People. Genf/Steffisburg 1991.
- Algerien. Der Traum von der Demokratie. Benteli, Bern 1993.
- Sudan. Der vergessene Krieg. Benteli, Bern 1995.
- Holländerturm Bern. Die Entstehung der Stadt Bern in Bildern. Text von Markus F. Rubli. Benteli, Bern 1996.
- Swiss Press Photo 97. Benteli, Bern 1997.
- Nackt im Paradies (mit Harald Szeemann). Benteli, Bern 1997.
- Algerien. Der unheimliche Krieg. Benteli, Bern 1998.
- Weltpanorama. Mit einem Geleitwort von Franz Hohler. Weltwoche-ABC, Zürich 1998.
- Freie Sicht aufs Bundeshaus. Der Festakt. 150 Jahre CH. Benteli, Bern 1998.
- Jura. Visages d’une jeune république hors image. Éditions Arts Vivants, Saint-Ursanne 1999.
- Du Jura au vaste monde parcours d’un photographe. Éditions Ferme Asile, Sion 2000.
- Swisspanorama. mvg, Paris 2002.
- Im Herzen Algeriens. Benteli, Bern 2002.
- Risk. Contact statt Ausgrenzung. Contact Netz, Bern 2004.
- Cocainelove. Benteli, Bern 2005, ISBN 3-7165-1386-5.
- Eye on Africa. Fotografien aus Kamerun. Schwabe, Basel 2009, ISBN 978-3-7965-2582-7.
- Outing. Maison Européenne de la Photographie Paris. Gespräch mit Hans Ulrich Obrist. 2010.
- Bierfest. Steidl, Göttingen 2014, ISBN 978-3-86930-680-3.
- Changing Rio. Offizin Verlag, Zürich 2016, ISBN 978-3-906276-37-3.
- Our Town. Steidl, Göttingen 2021, ISBN 978-3-95829-883-5.
- Swiss Press Yearbook 21. Steidl, Göttingen 2021, ISBN 978-3-95829-884-2.
- Swiss Press Yearbook 22. Steidl, Göttingen 2022, ISBN 978-3-96999-096-4.
- Swiss Press Yearbook 23. Steidl, Göttingen 2023, ISBN 978-3-96999-217-3.

## Galerie

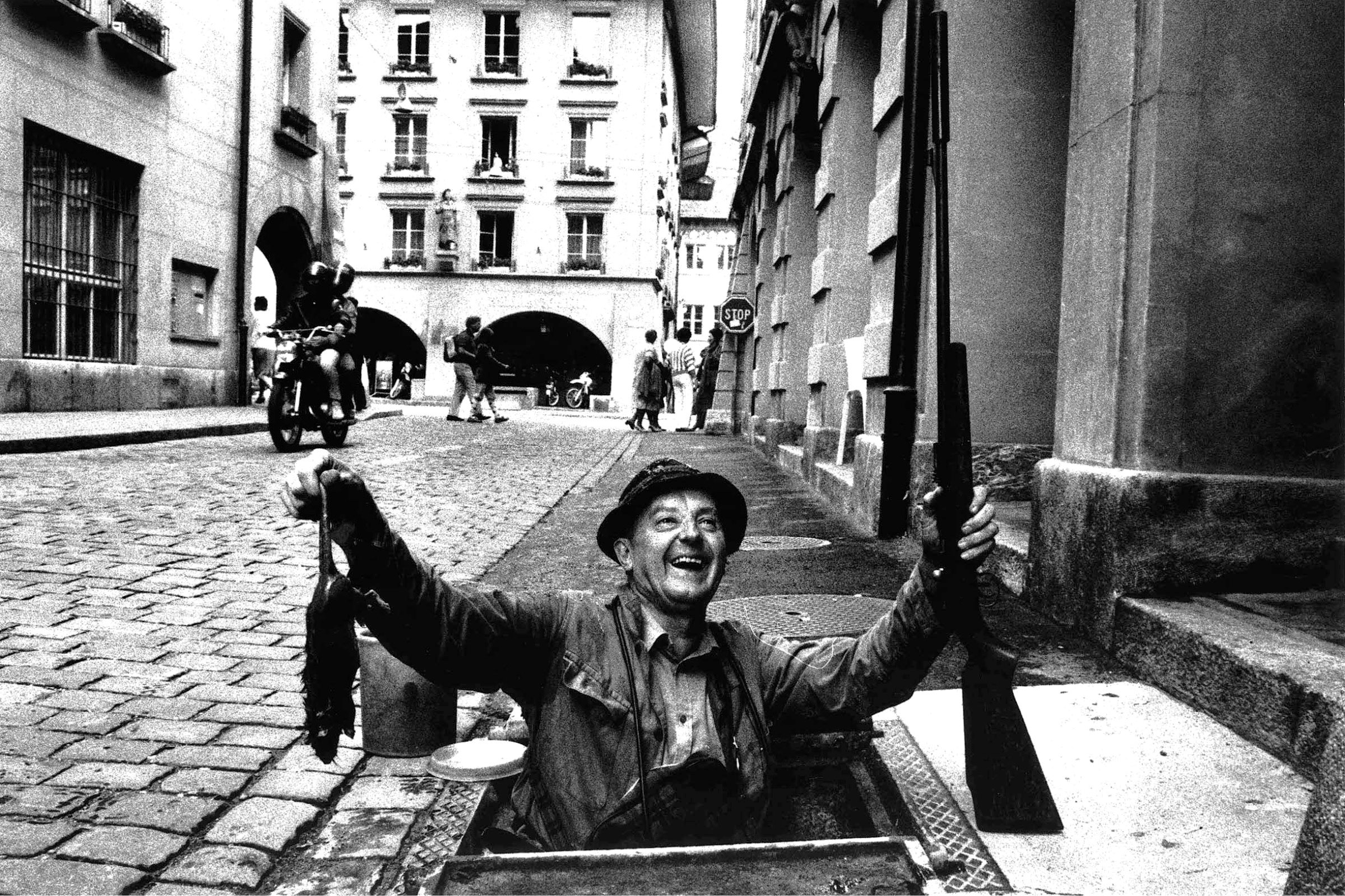
Rattenfänger, Bern 1984
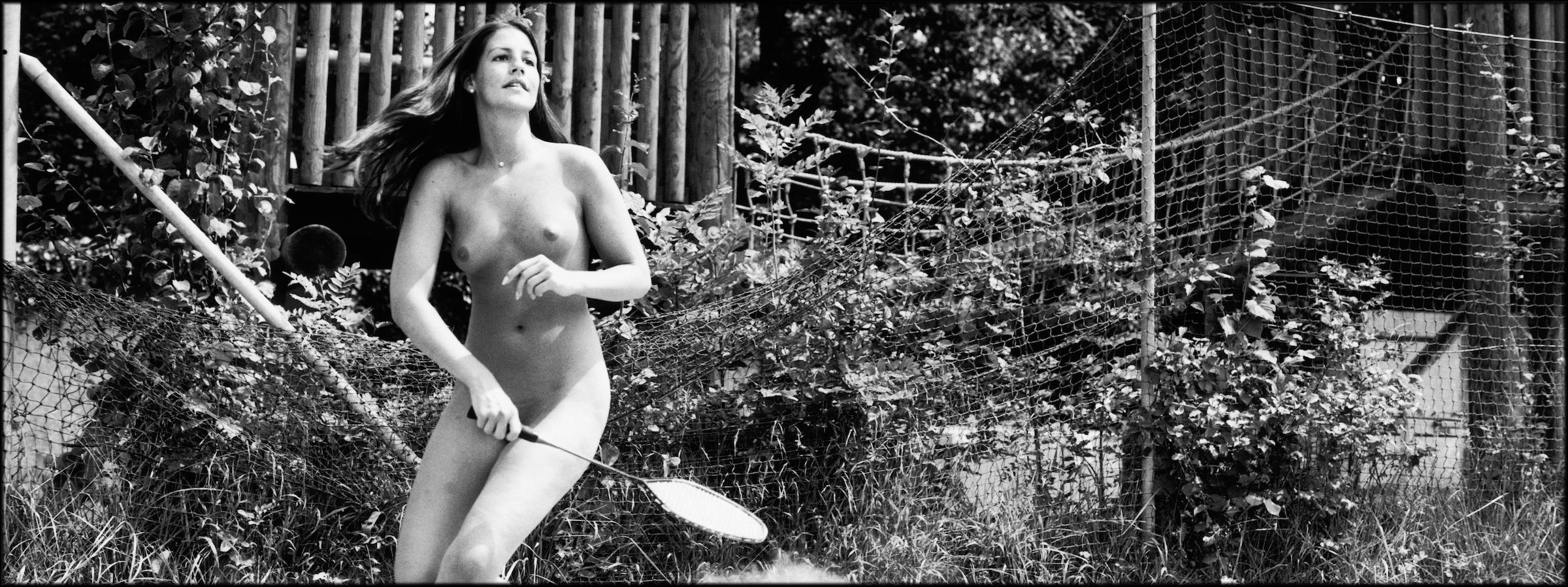
Nackt im Paradies, Thielle 2001
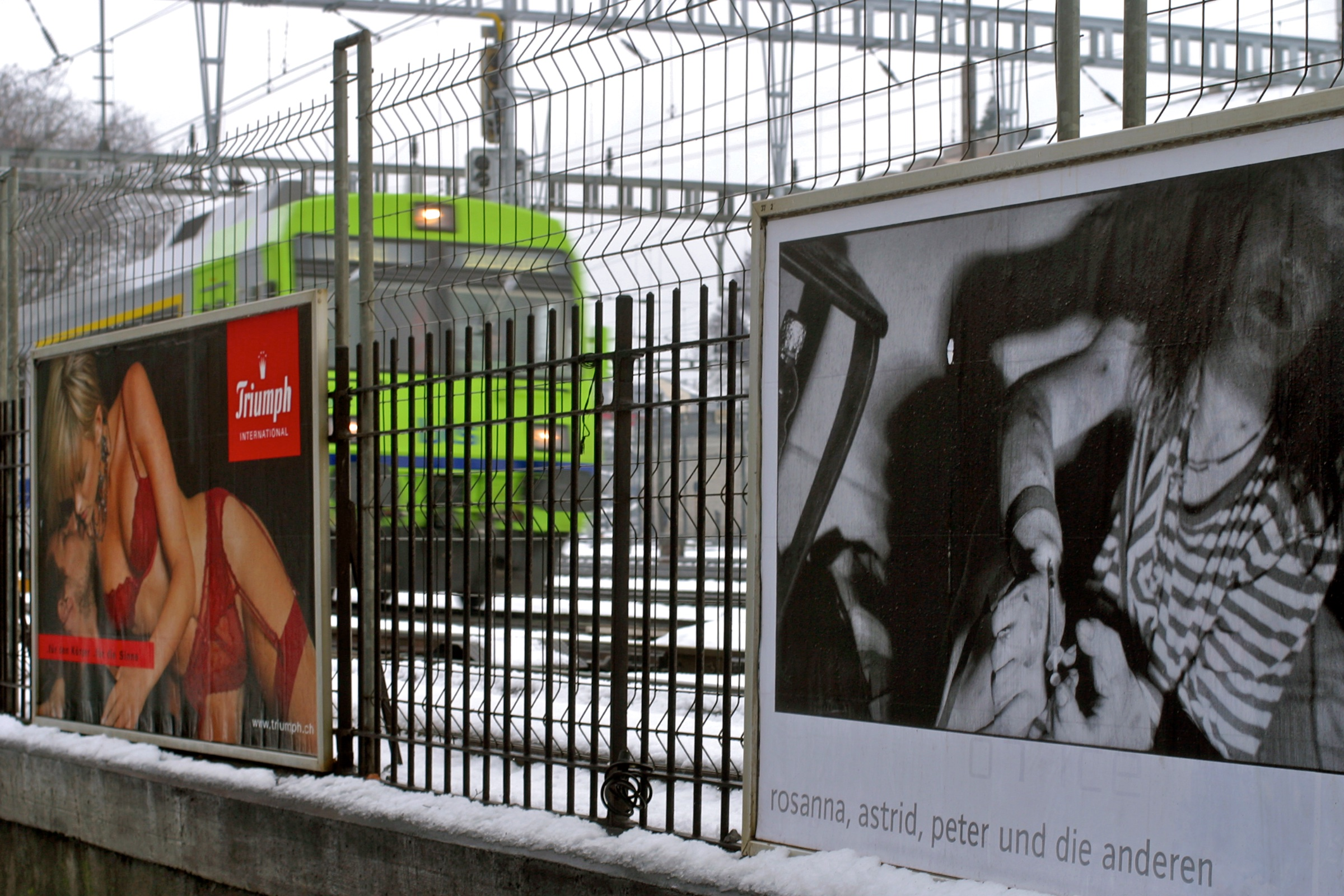
Öffentliche Strassenplakat-Installation, 2005 in Zürich, Basel, Bern, Lausanne, Genf, Locarno, Lugano
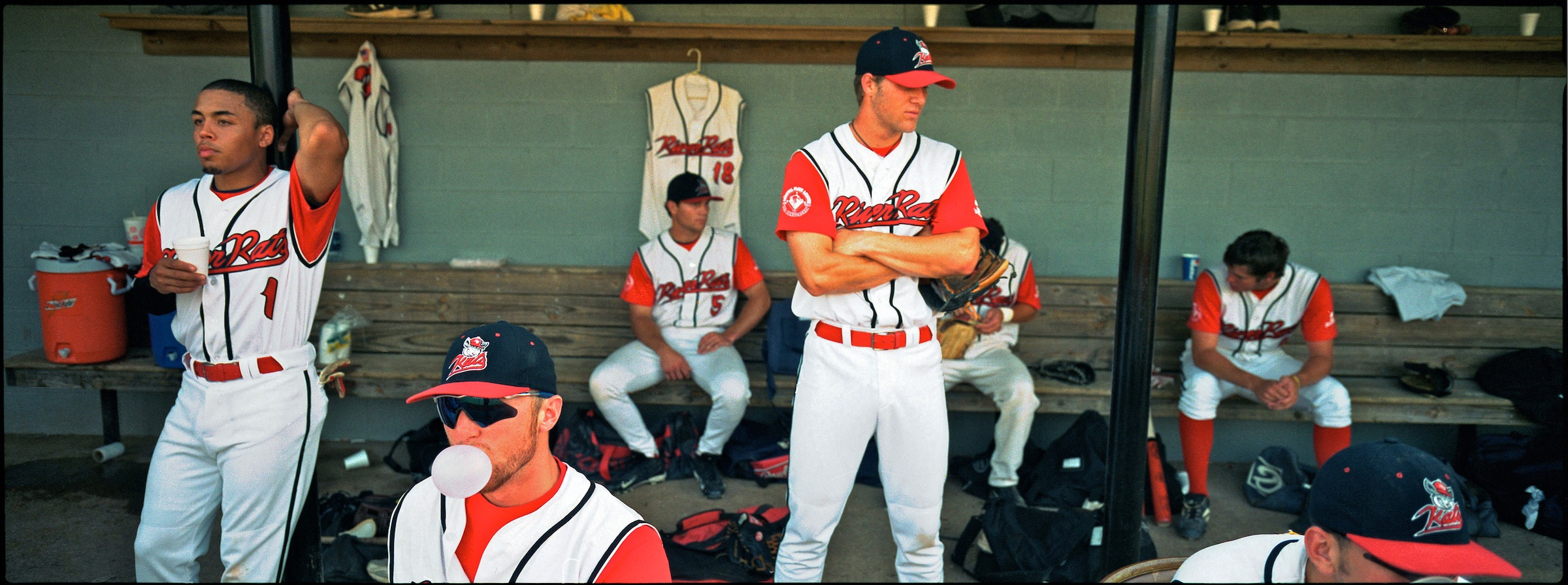
Our Town, New Bern NC 2006
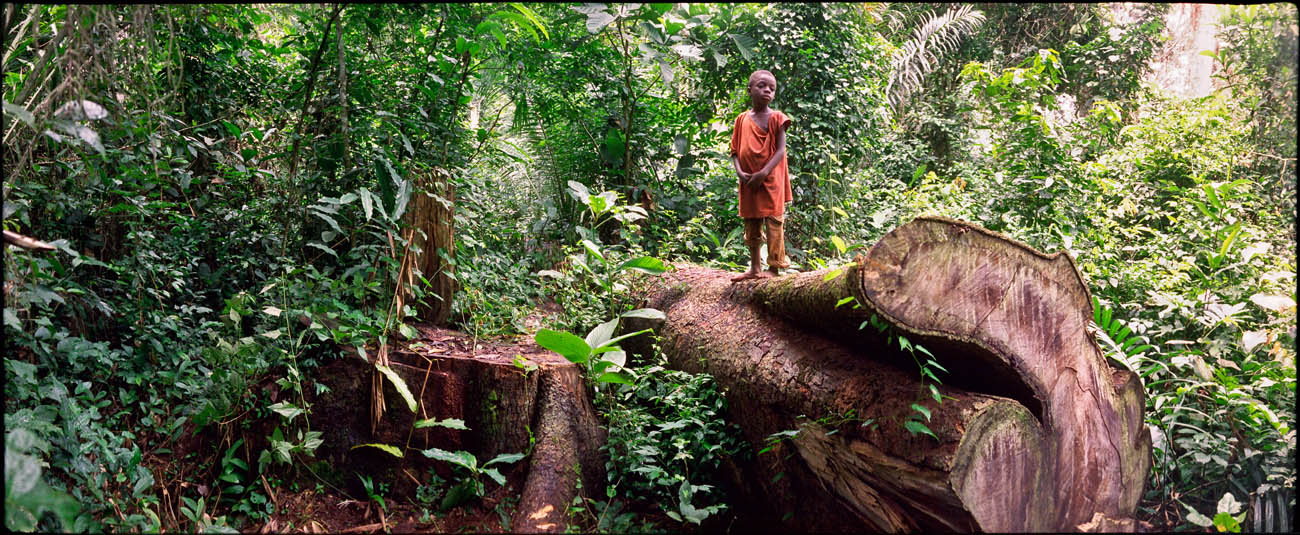
Baka Boy, Kamerun 2009